# ネイズビーの戦い
ネイズビーの戦い（ネイズビーのたたかい、英語: Battle of Naseby）は、1645年6月14日に発生した、清教徒革命（イングランド内戦）の帰趨を決定づけた王党派と議会派の戦闘である。この戦いによって形勢は議会派に大きく傾き、第一次イングランド内戦は議会派の優勢で終結に向かった。

## 前哨
1645年の初め、国王軍は強化されつつある議会軍、特にニューモデル軍に脅威を感じてきており、いまだ編成途上であったニューモデル軍を早めに叩く機会をうかがっていた。その一方で、マーストン・ムーアの戦いによって失われていたイングランド北部を取り戻し、スコットランドのモントローズ侯ジェイムズ・グラハムの助力をえることも期待していた。国王軍は北方に戦力をさいて平定に赴き、主力は数を減らしていた。
一方、議会派は王党派本拠地のオックスフォード包囲をトーマス・フェアファクスに命じた。当初国王軍は、北部平定のためには都合が良いと相手にしなかったが、5月になってオックスフォードが陥落しそうだという報が伝わると、5月31日、議会軍の気をそらすために議会軍の砦（レスター）を攻撃した。さらにフェアファクスを叩くため、チャールズ1世とカンバーランド公ルパートはオックスフォードに軍を向けた。
イングランド議会はレスター陥落に動揺し、国王軍主力の撃退をフェアファクスに命じた。6月5日、フェアファクスは北に軍を向け、ダヴェントリーで国王軍の先遣隊と衝突した。また辞退条例で軍から離れていたオリバー・クロムウェルが6月10日に議会の例外的措置でニューモデル軍副司令官として軍に復帰、13日に鉄騎隊600人の精鋭を率いてフェアファクスの本隊と合流した。

## 戦闘
翌14日、両軍はネイズビーで対峙した。議会軍は左翼にヘンリー・アイアトン少将、右翼にオリバー・クロムウェル中将、中央にフェアファクスとフィリップ・スキッポンが布陣した。国王軍は左翼にマーマデューク・ラングデイル、右翼はルパート、中央はチャールズ1世が布陣した。議会軍は国王軍より約2倍（議会軍約14,000人、国王軍約7,400人）あり有利だったが、国王軍はニューモデル軍に新規兵が多いため戦況を楽観視していた。
午前10時、国王軍が一斉に前進を始めた。右翼のクロムウェルは対抗するために、ダストの丘の上まで上がって剣戟を交えた。左翼ではルパートの激しい突撃にアイアトンが堪えきれず潰走を始め、アイアトンはほどなく捕虜となった。左翼は崩壊してしまったが、敗走を続ける部隊にルパートは追撃を続け、戦場から離れてしまった。
中央ではジェイコブ・アストレーとスキッポンが銃撃戦を始め、その後長槍（パイク）の応酬が行われた。その中でスキッポンが銃撃に遭って負傷し、議会軍はじりじりと後退し始めた。予備隊にいたフェアファクスは、スキッポンの代わりに戦線を維持せざるを得なかった。後に『プライドのパージ』で知られることとなるトマス・プライド大佐らの働きで、アストレーの攻勢に対処できた。
右翼のクロムウェル鉄騎隊は、激しい攻撃によってじりじりとラングデイルの騎兵隊を押し返してきていた。クロムウェルは国王本隊に迫りつつあり、チャールズ1世は親衛隊を割いて鉄騎隊を追い払おうとした。ところがこの命令が誤って伝わり、親衛隊は後ろにさがってしまった。クロムウェルはこの隙を見逃さず、チャールズ1世の歩兵連隊を壊滅させた。一方左翼でもアイアトンの残存部隊の一部が空になった国王軍右翼を攻め立てており、国王軍は左右から挟撃される形となってしまった。遠く離れたルパートが戻ってきた時には、国王軍は総崩れとなっていた。

## 戦後
ネイズビーの戦いによって、国王軍は壊滅的な損害を被った。議会派はこの勝利をイングランド中に宣伝し、勝利を印象づけた。兵糧や大砲は議会軍に接収され、国王軍の再建は事実上不可能となった。
内戦はさらに1年続いたが、国王軍は劣勢を逆転することはできず、議会軍に次々と拠点を奪われ部将達は降伏していった。フェアファクスと麾下のニューモデル軍は西部へ進軍し9月10日にルパートが籠るブリストルを包囲、降伏に追い込んだ。1646年5月にオックスフォードも議会軍に包囲され6月24日に陥落、チャールズ1世は包囲直前にオックスフォードから脱出してスコットランドに亡命を余儀なくされた。